# Ziegelei Neuhof
Die Ziegelei Neuhof wurde um 1900 auf dem Gelände der heutigen Marina Neuhof in der Gemeinde Sundhagen (Mecklenburg-Vorpommern) erbaut. Seit 1934 ist sie in Besitz der Familie Müller-Neuhof. Bis 1961 wurden aus in der Umgebung vorhandenen Lehm- und Tonvorkommen Ziegel gebrannt. Danach wurde die Ziegelei vom Militär der DDR als Lagerstätte für Kriegsmaterial und als Führungsposten genutzt. Es gibt keine öffentlichen Informationen zur momentanen Nutzung des Hauptgebäudes der Ziegelei. Das Nebengebäude wurde zu einem Restaurant umgebaut.

## Geschichte
Bereits vor dem Bau der heute erhaltenen Ziegelei wurde Lehm und Ton in kleinen Feldziegeleien gebrannt. Um 1900 wurde beschlossen eine große Ziegelei am Hafen zu bauen. Anfangs wurde die Ziegelei von der Familie Hecht betrieben. 1934 kam die Ziegelei in Besitz der Familie Müller, welche auch heute noch Inhaber der Ziegelei ist. Ton und Lehm aus der Gegend wurden in Handarbeit abgebaut und mit Loren oder Pferden zur Ziegelei gebracht. Dort wurden sie in einem Rundofen etwa 30 Stunden gebrannt. Vorwiegend auf dem Wasser wurden die Ziegel dann in umliegende Dörfer und Städte transportiert. Mit Anschluss an das Schienennetz wurden die Ziegel später auch per Zug transportiert.
Nach dem Zweiten Weltkrieg wurde die Ziegelproduktion wieder aufgenommen, jedoch als Zweigstelle des VEB Ziegel-Tonwerks in Grimmen. Das Nebengebäude, welches heute ein Restaurant ist, wurde zwischen 1953 und 1954 zu einem Kulturhaus umgebaut. Im Jahr 1961 wurde die Ziegelproduktion eingestellt, kurz darauf wurde die Ziegelei als Lager für die Nationale Volksarmee beschlagnahmt. Bis 1990 wurden Kraftfahrzeuge, Verpflegung, Bekleidung und ausgemusterte Geräte der DDR-Marine in der ehemaligen Ziegelei gelagert. Während dieser Zeit wurden auch zwei weitere Hallen erbaut und der Rundofen zu einem Führungsbunker umgebaut, welcher auch heute noch erhalten ist.
Nach dem Ende der Nutzung durch das Militär wurde das Gelände kurzfristig von einer Materialverwaltungsgesellschaft bewirtschaftet und später reprivatisiert. Die Inhaber entschieden sich die Ziegelproduktion nicht weiter fortzuführen, sondern gründeten die Marina Neuhof, welche die alten Hallen als Lagerstätte für Boote und als Werkstatt benutzt.

## Marina Neuhof
Die Marina Neuhof ist ein an der Ostsee gelegener Yachthafen in der Nähe von Stralsund im Bundesland Mecklenburg-Vorpommern. Sie ist geschützt von der Halbinsel Devin und liegt direkt am Strelasund. Das Gelände der Marina Neuhof gehört zur traditionsreichen Gemeinde Sundhagen und bietet rund 160 Liegeplätze mit Strom- und Wasseranschluss und bis zu drei Meter Wassertiefe. Außerdem bietet sie eine Bootstankstelle für Diesel und Benzin, einen 50-Tonnen-Kranservice und eine Bootsrampe. Die Marina Neuhof bietet mehreren Unternehmen der Bootsbranche gute Arbeitsmöglichkeiten, wie zum Beispiel Segelmachern, Bootsbauern, dem Motoren- und Elektroservice. Des Weiteren gibt es auf dem Hafengelände noch einen Kiosk, einen Fahrradverleih, ein Beachvolleyballfeld und einen Spielplatz für Kinder.